# Полковников, Николай Александрович
Николай Александрович Полковников (25 декабря 1924, с. Починки, Лукояновский уезд Нижегородской губернии — 16 мая 1996) — полный кавалер «Ордена Славы».

## Биография
Родился в семье рабочего, русский. Получив неполное среднее образование, работал в районной больнице. В июле 1942 года призван в Красную Армию, с августа — в боях Великой Отечественной войны.
Во время преследования противника в период с 1 по 7 января 1944 года красноармеец Полковников умело обнаружил и обезвредил 15 вражеских мин. Приказом по войскам 391-й стрелковой дивизии № 3/н от 12.01.1944 года награждён орденом Славы 3-й степени. 25 декабря 1944 года, будучи сапёром сапёрного взвода 1344-го стрелкового полка (319-я стрелковая дивизия, 43-я армия, 1-й Прибалтийский фронт), в составе группы сапёров участвовал в разминировании минных заграждений в районе г. Лабиау. Вместе с разведчиками при поиске в тылу противника способствовал успешному захвату «языка». Приказом по войскам 319-й стрелковой дивизии № 86/н от 30.12.1944 года награждён вторым орденом Славы 3-й степени. В ночь на 10 января 1945 года, в звании ефрейтора, в районе населённого пункта Зокайтен (юго-восточнее Мемеля) проделал проход в заграждениях противника, чем способствовал успешным действиям разведывательной группы. Продвигаясь совместно с группой захвата, участвовал в захвате «языка». Приказом по войскам 43-й армии № 16/н от 07.02.1945 года награждён орденом Славы 2-й степени. В наступательных боях в районе Кёнигсберга действовал совместно с бойцами стрелковых подразделений. С 7 по 9 апреля 1945 года обезвредил 60 противотанковых и противопехотных мин, проделал 4 прохода в проволочных заграждениях. Ворвавшись с первыми подразделениями в форт, в одном из его отсеков забросал гранатами группу фашистов, уничтожив около десяти из них. Указом Президиума Верховного Совета СССР от 29.06.1945 года награждён орденом Славы 1-й степени.
В 1945 демобилизован. Жил в селе Ильиногорск (Володарский район Горьковской области), работал в совхозе «Ильинский» слесарем по наладке сельхозмашин. Затем проживал в городе Дзержинске.

## Награды
- Орден Славы 1-й, 2-й и 3-й степеней
- Орден Отечественной войны 1-й ст.
- медали.